# Jean-Jacques Nono
Jean-Jacques Nono est un footballeur français né le 3 janvier 1965 à Douala. Il joue au poste de défenseur central du début des années 1980 au début des années 1990.

## Biographie
Jean-Jacques Nono commence le football à l'Olympique lyonnais avec lequel il est demi-finaliste de la coupe Gambardella en 1983. Il devient titulaire en équipe première lors de la saison 1984-1985 disputée en division 2.
Il rejoint en 1988 le Montpellier PSC qui évolue en division 1. Après 34 matchs disputés avec ce club en trois ans, il rejoint en 1991 le Pau FC où il termine sa carrière.